# Michael Chaturantabut
Michael Chaturantabut (ur. 30 kwietnia 1975 roku w Prowincji Rayong w Tajlandii) – amerykański aktor z chińskimi i tajlandzkimi korzeniami. Znany jest głównie z roli Chada Lee w serialu Power Rangers Lightspeed Rescue. Jest również mistrzem sztuk walki oraz twórcą Extreme Martial Arts.
Ma 180 cm wzrostu.